# Howard Devoto
Pour les articles homonymes, voir Devoto.
Howard Devoto, nom de scène de Howard Trafford, né en 1952 à Scunthorpe, est un chanteur et compositeur britannique. 
Il étudie à l'Université de Bolton.
Il est l'un des fondateurs du groupe punk Buzzcocks, puis de Magazine. Il poursuit parallèlement une carrière solo marquée notamment par la sortie en 1983 de l'album Jerky Versions of the Dream qui remporte un important succès critique.